# Malhuvudtjärnarna
Malhuvudtjärnarna är en sjö i Bodens kommun i Norrbotten och ingår i Råneälvens huvudavrinningsområde.